# Франсіско Гамборена
Франсіско Гамборена Ернандорена (ісп. Francisco Gamborena Hernandorena; 14 березня 1901, Ірун — 30 липня 1982, Сан-Себастьян, Іспанія) — іспанський футболіст, що грав на позиції флангового півзахисника. Виступав за національну збірну Іспанії. По завершенні ігрової кар'єри — тренер.
Дворазовий володар кубка Іспанії.

## Клубна кар'єра
У дорослому футболі дебютував 1920 року виступами за команду клубу «Реал Уніон», кольори якої і захищав протягом усієї кар'єри гравця, що тривала чотирнадцять років.

## Виступи за збірну
1921 року дебютував в офіційних матчах у складі національної збірної Іспанії. Протягом кар'єри у національній команді, яка тривала тринадцять років, провів у формі головної команди країни двадцять матчів.

## Кар'єра тренера
Розпочав тренерську кар'єру, повернувшись до футболу після невеликої перерви, 1939 року, очоливши тренерський штаб клубу «Еркулес».
1940 року став головним тренером команди «Депортіво Алавес», тренував баскський клуб один рік.
Згодом протягом 1941 року очолював тренерський штаб клубу «Реал Сарагоса».
1942 року прийняв пропозицію попрацювати у клубі «Реал Сосьєдад». Залишив клуб із Сан-Себастьяна того ж 1942 року.
Протягом одного року, починаючи з 1947, був головним тренером команди «Реал Ов'єдо».
Останнім місцем тренерської роботи був клуб «Реал Хаен», головним тренером команди якого Франсіско Гамборена був з 1949 по 1950 рік.
Помер 30 липня 1982 року на 82-му році життя у місті Сан-Себастьян.

## Досягнення
- Володар Кубка Іспанії з футболу:

«Реал Уніон»: 1924, 1927